# Gestreifte Haarnasenfledermaus

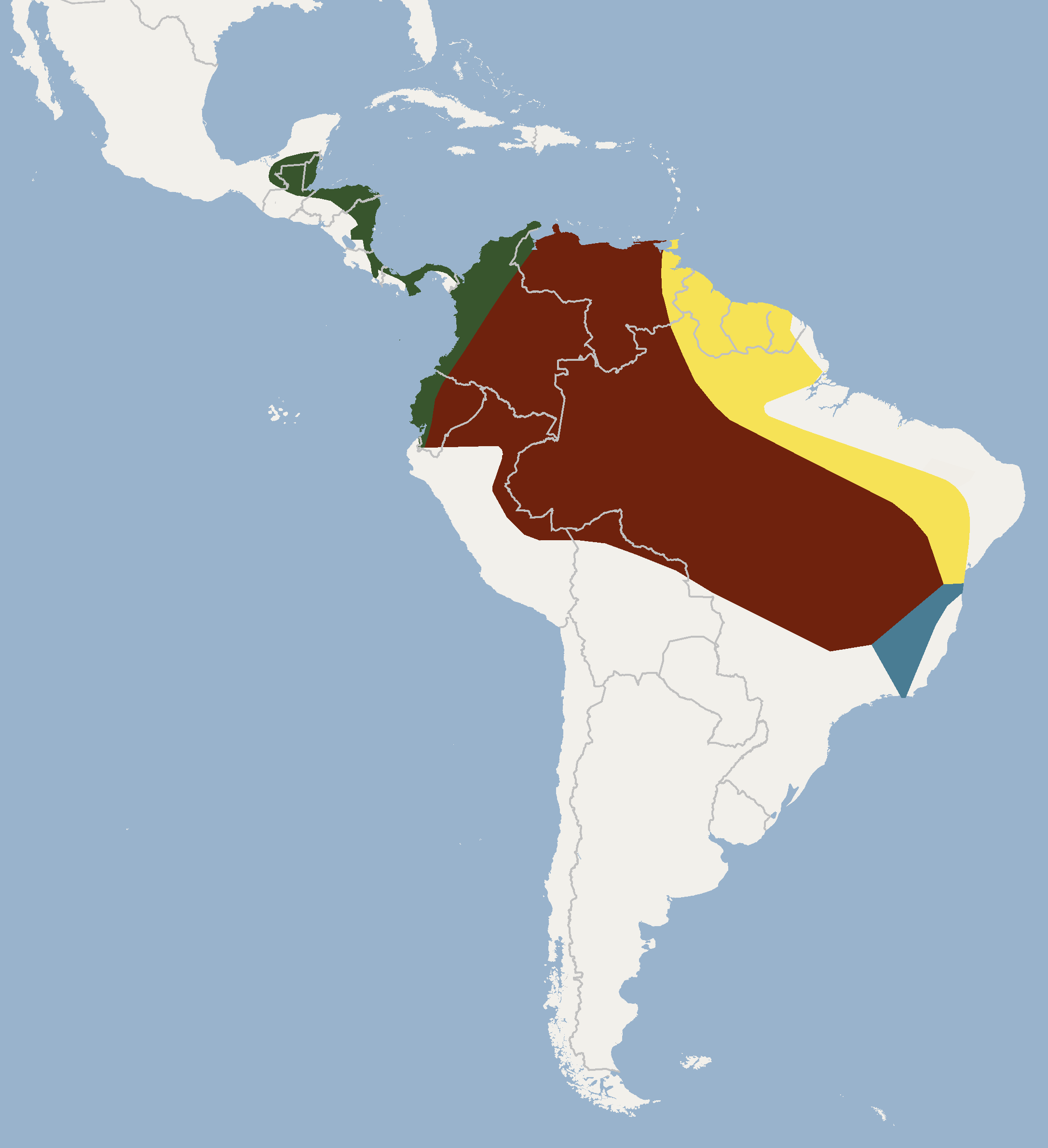
Verbreitungsgebiet der Gestreiften Haarnasenfledermaus mit verschiedenen Farben für die Unterarten

Die in Mittel- und Südamerika verbreitete Gestreifte Haarnasenfledermaus (Gardnerycteris crenulatum) ist ein Fledertier in der Familie der Blattnasen. Das Typusexemplar stammt aus dem brasilianischen Bundesstaat Bahia. Die Art zählte längere Zeit zur Gattung Haarnasenfledermäuse (Mimon) und wurde 2014 zusammen mit der Koepcke-Haarnasenfledermaus (Gardnerycteris koepckeae) in die Gattung Gardnerycteris überführt.

## Merkmale
Weibchen sind mit einer durchschnittlichen Unterarmlänge von 58,5 mm etwas größer, jedoch mit einem Mittelgewicht von 12 g etwas leichter als Männchen. Bei Männchen beträgt die mittlere Unterarmlänge 57,9 mm und das Gewicht liegt um 12,8 g. Namensgebendes Merkmal ist der weiße Aalstrich auf dem Rücken. Das Fell ist oberseits dunkel mahagonifarben bis schwarz und unterseits rotbraun bis grau.

## Verbreitung
Die Art erreicht im Norden die Bundesstaaten Campeche und Chiapas in Mexiko und ist weiter entlang des Karibischen Meeres verbreitet. Ab dem südlichen Costa Rica erreicht sie auch den Pazifik. Die Gestreifte Haarnasenfledermaus kommt im Südwesten bis Ecuador und zu den östlichen Hängen der Anden in Peru und Bolivien vor. Das Verbreitungsgebiet zieht sich über das Amazonasbecken bis zum Bundesstaat Rio de Janeiro im östlichen Brasilien. Diese Fledermaus lebt im Flach- und Hügelland bis 600 Meter Höhe. Das Habitat variiert zwischen trocken laubabwerfenden Wäldern, feuchten immergrünen Wäldern, Plantagen, Landwirtschaftsflächen und der Savannenlandschaft Cerrado.

## Lebensweise
Diese Fledermaus ruht im Baumhöhlen, zwischen Wurzeln von Baumstümpfen sowie selten in Gebäuden. Im Versteck bilden sich kleine Gruppen. Die Gestreifte Haarnasenfledermaus jagt Käfer, Fliegen, Nachtfalter und Spinnen, die gelegentlich mit Skorpionen oder kleinen Echsen komplettiert werden. Sie pflückt ihre Beute meist von Gewächsen. Vermutlich jagen oft zwei Exemplare unabhängig vom Geschlecht gemeinsam. In Costa Rica untersuchte Weibchen waren im April trächtig.

## Gefährdung
Regional wirken sich Landschaftsveränderungen negativ auf den Bestand aus. In geeigneten Habitaten tritt die Art häufig auf. Die IUCN listet sie als nicht gefährdet (least concern).